# Eitan Anner
Eitan Anner (hebräisch איתן ענר; * 8. August 1969 in Jerusalem) ist ein israelischer Regisseur und Drehbuchautor.

## Leben
Anner wurde in Jerusalem geboren. Er absolvierte die Sam-Spiegel-Schule für Film und Fernsehen und schloss sie 1995 mit Auszeichnung ab. Er ist mit der israelischen Schauspielerin Tamar Keynan verheiratet. Das Paar hat zwei Kinder und lebt in Tel Aviv.

## Werk
Er schrieb die Drehbücher für die israelischen Kurzfilme „My own goal“ (Regie: Ran Carmeli) und „Ruth sof“ (Regie: Yoav Gorfinkel) und führte Regie bei den Kurzfilmen „The new Mrs. Fox“ und „Asimon Vassivel“.
Später schrieb und inszenierte er das Drama „Poker face“, das den Regiepreis beim Jerusalem Festival 2001 gewann. Er schrieb und inszenierte 2002 das Drama „Bad Boy“ für Kabel sowie das Drama „Bambi springt ins Wasser“. In den Jahren 2002–2003 führte er Regie bei der TV-Serie „Johnny“. Im Jahre 2005 schrieb und inszenierte er den Spielfilm „Love & Dance“. Anfang 2017 kam sein Film A quiet heart mit Ania Bukstein in der Hauptrolle heraus.

## Filmografie (Auswahl)
- 1998: Ha-Tzel, Shel Hachiuch Shelchah
- 2005: Love & Dance
- 2016: A quiet heart
- 2022: The good person

## Auszeichnungen (Auswahl)
- 1998: Jerusalem Film Festival: Fernsehpreis für „Ha-Tzel, Shel Hachiuch Shelchah“
- 2005: Toronto World of Comedy International Film Festival: Bester Film für „Riki Riki“
- 2016: Haifa International Film Festival: Bestes Drehbuch für „A quiet heart“
- 2016: Tallinn Black Nights Film Festival: Grand Prize für „A quiet heart“[1]
- 2021: Haifa International Filmfestival: Cinemarket Award für „The good person“